# 포스포큰
《포스포큰》(Forspoken)은 스퀘어 에닉스의 일부인 루미너스 프로덕션에서 개발 중인 곧 출시될 액션 롤플레잉 게임이다. 윈도우 및 플레이스테이션 5 용으로 2023년 1월 24일에 출시됐다.

## 게임 플레이

포스포큰의 출시 전 게임 플레이. 게임은 지형 이동 속도와 유동성에 중점을 둔다.

타케시 아라마키 감독에 따르면 게임 플레이는 지형 이동 속도와 유동성에 중점을 둘 것이다. 또 스퀘어 에닉스는 이 게임을 "이야기 중심의 모험"이라고 설명했다. 주인공은 플레이어가 언제 어디서나 여행할 수 있는 오픈게임 형식 안에 존재한다.

## 설정 및 등장 인물
주인공 프레이 홀랜드(엘라 발린스카)는 뉴욕에서 판타지 세계인 아티아로 옮겨진 젊은 여성으로 마법의 힘을 사용하여 그곳을 여행하고 집으로 돌아가는 길을 찾기 위해 살아남는다. 다른 캐릭터로는 프레이의 마음이 있는 팔찌 커프(조나단 케이크), 독재자 탄타 실라(자니나 가반카르), 기록 보관소 조헤디(케알라 세틀), 오든(모니카 바바로)이 있다.

## 개발
개발 초기에 이 게임은 프로젝트 아티아라는 제목으로 알려졌다. 포스포큰은 현재 플레이스테이션 5의 그래픽 기능을 활용할 수 있게 개발되고 있다. 게임에 등장하는 기술에는 크게 향상된 조명 효과를 위한 광선 추적과 대규모 위치 생성을 위한 절차적 생성이 포함된다.
게임 작성 팀에는 게리 휘타(스토리 팀 리더이기도 함), 에이미 헤니그, 알리송 라이머 및 토드 스테쉬윅이 포함된다. 베어 매크리리와 게리 슈먼이 게임의 음악을 작곡하고 있다. 이 게임은 2년 동안 플레이스테이션 5 독점으로 제공된다. 발린스카는 자신이 프레이의 성격과 임의로 연결되었다고 말했다.
본래 발표 당시 2022년 5월 22일에 출시될 예정이었다. 스퀘어 에닉스가 2022년 10월 11일로 발매연기하고, 다시 2023년 1월 24일로 2차 연기했다.

## 평가
| 평가 |                          |
| --- | ------------------------ |
| 통합 점수 통합사 점수 메타크리틱 (PC) 63/100 [ 12 ] (PS5) 64/100 [ 13 ] 평론 점수 평론사 점수 디스트럭토이드 7/10 [ 14 ] Easy Allies 8/10 [ 15 ] 패미츠 35/40 [ 16 ] 게임 인포머 7.5/10 [ 17 ] 게임스팟 5/10 [ 18 ] 게임스레이더+ [ 19 ] 하드코어 게이머 2/5 [ 20 ] IGN 6/10 [ 21 ] PC 게이머 (US) 65/100 [ 22 ] 푸시 스퀘어 [ 23 ] 섁뉴스 6/10 [ 24 ] 가디언 [ 25 ] VG247 [ 26 ] |                          |
| 통합 점수 |                          |
| 통합사 | 점수                     |
| 메타크리틱 | (PC) 63/100 (PS5) 64/100 |
| 평론 점수 |                          |
| 평론사 | 점수                     |
| 디스트럭토이드 | 7/10                     |
| Easy Allies | 8/10                     |
| 패미츠 | 35/40                    |
| 게임 인포머 | 7.5/10                   |
| 게임스팟 | 5/10                     |
| 게임스레이더+ | [ 19 ]                   |
| 하드코어 게이머 | 2/5                      |
| IGN | 6/10                     |
| PC 게이머 (US) | 65/100                   |
| 푸시 스퀘어 | [ 23 ]                   |
| 섁뉴스 | 6/10                     |
| 가디언 | [ 25 ]                   |
| VG247 | [ 26 ]                   |